# Omamamia
Omamamia è un film del 2012 diretto da Tomy Wigand.
o
Marguerita ha un desiderio, andare a Roma e vedere il Papa. 
Il suo sogno si realizza, ma prima di incontrare il Santo Padre deve affrontare un viaggio ricco di incontri con personaggi stravaganti e pieni di sorprese, come un affascinante truffatore, una nipote con un fidanzato rocker e tatuatore, una figlia perennemente preoccupata.